# 气候正义

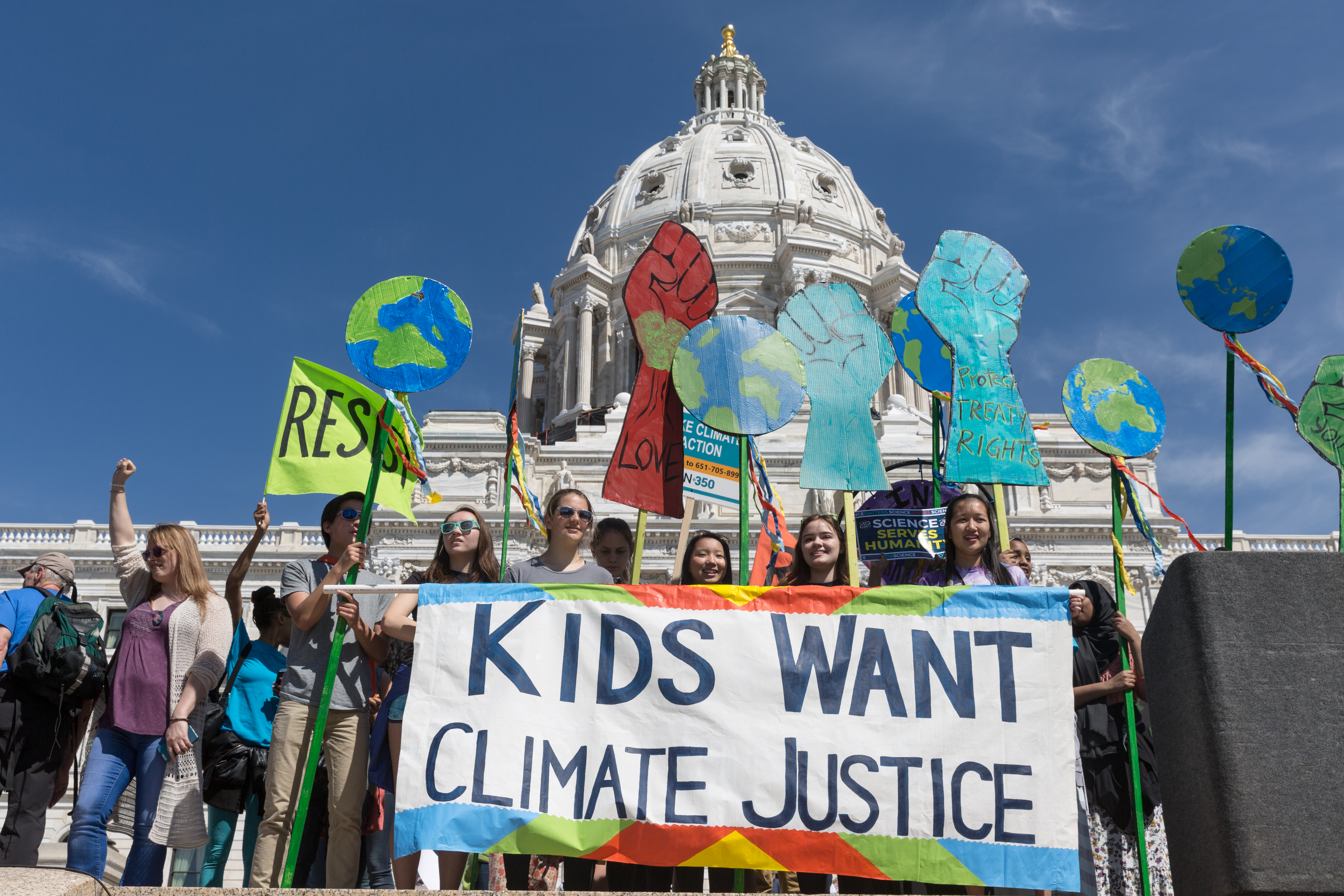
2017年4月，儿童在美国明尼苏达州游行争取气候正义。

气候正义是一个用来将全球变暖作为伦理和政治问题，而不只是单纯的环境或自然现象的术语。这是通过将气候变化的影响与正义的概念 ，特别是环境正义和社会正义，以及审视平等 ，人权，集体权利和气候变化的历史责任等问题来实现的。气候正义的一个基本命题是，那些对气候变化责任最小的人们却在承受最严重的后果。
气候正义一词也用于表示针对气候变化问题的实际法律诉讼。2017年，联合国环境规划署的一份报告确认了全世界正在进行的894起法律诉讼。在2018年底，受格蕾塔·通贝里最初在瑞典的抗议活动的启发，一系列的为气候罢课全球范围内开始。

## 气候变化差异效应的原因

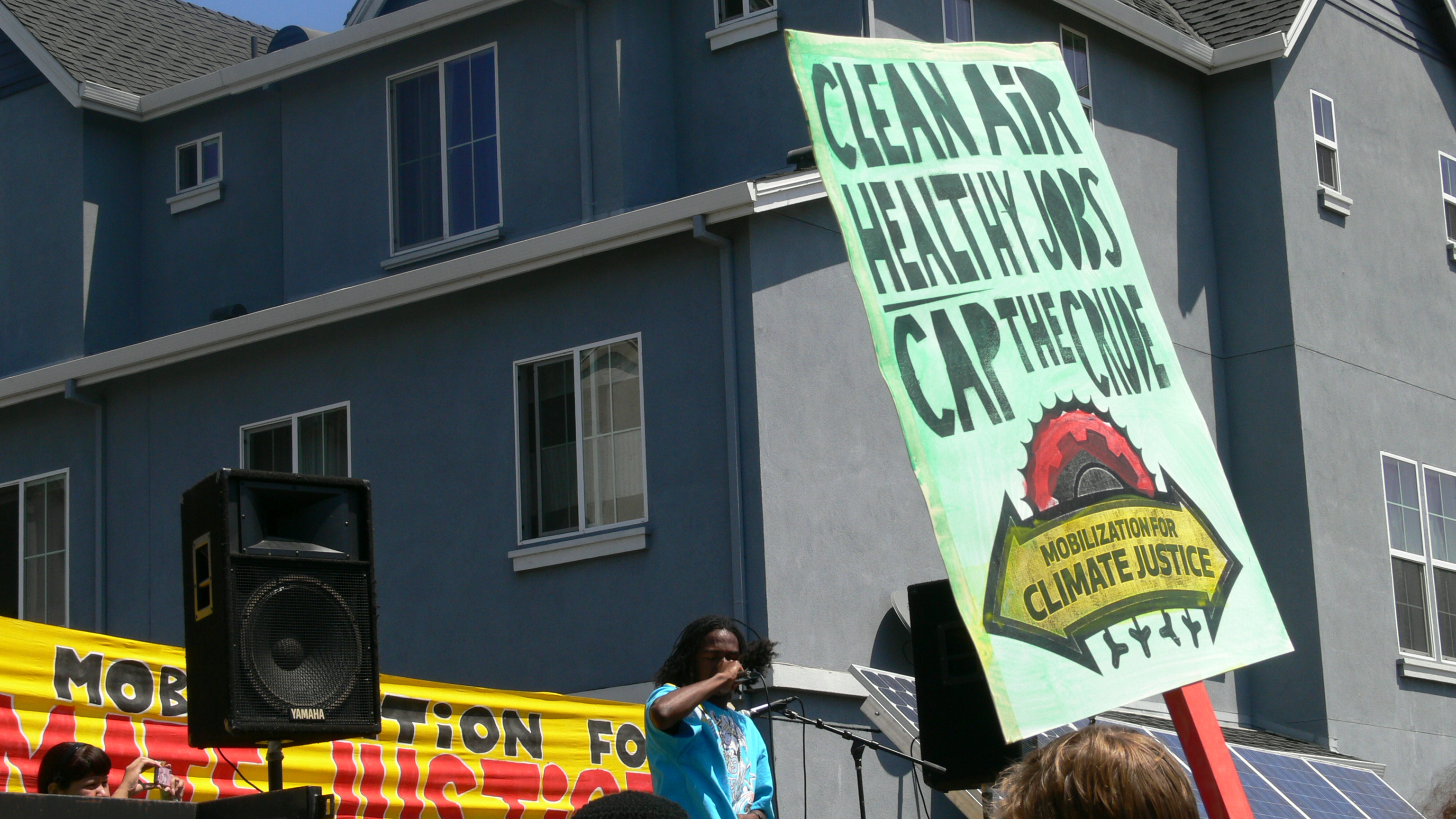
气候正义集会（2009年）。

人们削弱和适应气候变化的负面影响的能力取决于收入，种族，阶级，性别，资本和政治代表等因素。由于低收入社群和有色族裔社群几乎没有适应性资源，因此特别容易受到气候变化的影响。生活在贫困中或处于不稳定状态的人们往往没有从环境灾难中恢复所需的资源或保险。最重要的是，这些人经常获得不平等的救灾和恢复援助份额。此外，他们在与气候变化和自然环境有关的决策，政治和法律程序中通常没有发言权，也很少参与。

## 用语的历史
2000年，与第六届缔约方会议（COP 6）同期，第一届气候正义峰会在海牙举行。这次峰会旨在“确认气候变化是一项人权问题”，并“建立跨越国家和国界的联盟”以应对气候变化并支持可持续发展。
随后，在2002年8月至9月，国际环保组织在约翰内斯堡举行了地球峰会。在1992年地球峰会十年之后的本次峰会（也称为Rio+10）上，通过了《巴厘岛气候正义原则》。 
 2004年，德班气候正义集团在南非德班的一个国际会议上成立了。在这里，来自非政府组织和人民运动的代表讨论了解决气候变化的现实政策。
在2007年巴厘岛会议上，全球联盟气候正义，现在就要！成立了。于2008年，全球人道主义论坛在日内瓦召开的成立大会上重点讨论了气候正义问题。
2009年，在哥本哈根峰会前夕，气候正义行动网络成立了。在峰会期间，它提出了公民抗命和直接行动 ，许多气候活动家使用了“体制改变而不是气候变化”的口号。
2010年4月，在世界人民气候变化和地球母亲的权利大会发生在玻利维亚蒂基帕亚。它是由玻利维亚政府主办的公民社会和政府的全球聚会。 会议发布了《人民协议》，其中呼吁加强气候正义。
 

2018年12月，由292,000名个人和366个组织签署的《人民对气候正义的需求》呼吁COP24的政府代表遵守六项气候正义需求的清单

## 有争议的解释
关于气候正义的辩论中一个有争议的问题是， 在多大程度上资本主义被视作其根本原因。 这个问题经常导向自由和保守的环境团体，与左翼激进组织之间的根本分歧。 前者往往将气候变化归咎于过度的新自由主义，并主张基于市场的改革，而后者则将具有剥削性的资本主义视为根本的核心问题。

### 卡特里娜飓风案例研究

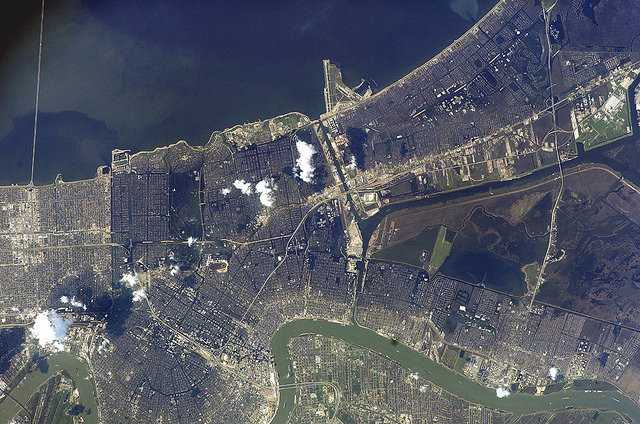
卡特里娜飓风袭击后的美国宇航局洪水图像。

根据一项研究， 卡特里娜飓风为气候变化灾难是如何不同程度地影响不同人群提供了见解，因为它对低收入和少数族裔群体的影响不成比例。一项关于卡特里娜飓风中种族和阶级规模的研究表明，最脆弱的人群包括穷人，黑人，棕色人种，老年人，患病和无家可归的人。低收入和黑人社群几乎没有资源，并且在暴风雨来临之前很难撤离。此外，飓风过后，低收入社群受污染的影响最大，而由于政府的救济措施未能充分援助那些风险最大的人，这一情况更加恶化。

## 关于气候变化问题的诉讼

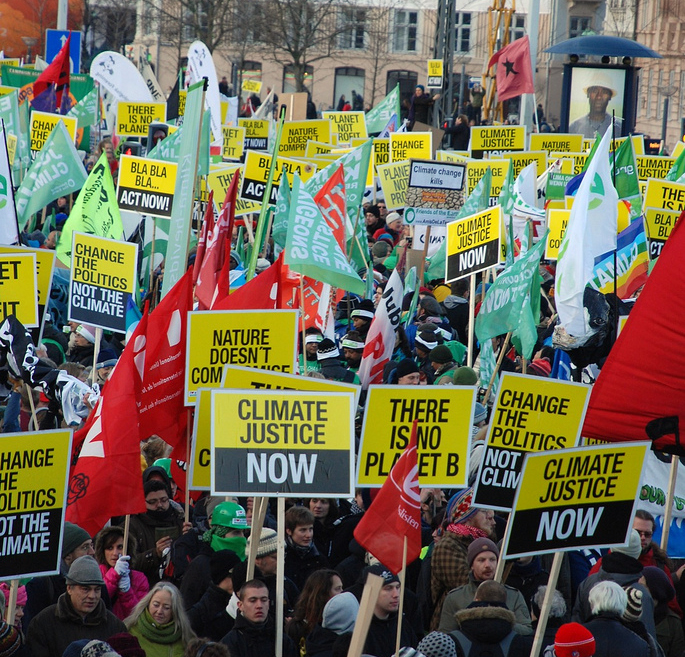
2009年，成千上万的人在哥本哈根游行争取气候正义。

2018年，来自欧洲国家，肯尼亚和斐济的十个家庭因欧盟温室气体排放对房屋造成的威胁向欧盟提起诉讼。

### 起诉国家

#### 荷兰
2012年，荷兰律师罗杰·考克斯（Roger Cox）提出了通过司法干预推动对气候变化采取行动的构想。 2013年，拥有900名原告的Urgenda基金会针对荷兰政府提起诉讼，指其“未采取充分措施减少造成危险气候变化的温室气体排放”。  
2015年，海牙地方法院裁定，荷兰政府必须采取更多措施减少温室气体排放，以保护其公民免受气候变化的影响（Urgenda气候案例）。它被描述为“先例判决” 和“世界上第一个气候责任诉讼”。  
客户地球公司首席执行官詹姆斯·桑顿（James Thornton）说：“最明显的是，它本质上是基于既有的科学知识和一个政府的注意义务的古老原则。 该推理适用于任何法律制度，并且肯定会被其他国家的法院使用。”2018年，海牙上诉法院维持了先例设定的判决，该判决迫使荷兰政府加大力度遏制荷兰的温室气体排放。 

#### 其他
在2015年荷兰做出具有里程碑意义的裁决后，其他国家的团体也尝试了相同的司法方法。例如，为了保护人们免受气候变化的侵害，比利时，印度，新西兰，挪威，南非，瑞士和美国的团体们进入了法庭。

### 起诉公司
在美国，地球之友，绿色和平组织同博尔德市，阿卡塔市和奥克兰市一起击败了美国进出口银行和海外私人投资公司（美国政府的国有企业），它们被指控违反《国家环境政策法》（该案于2002年提出，于2009年和解），为不利于稳定气候的化石燃料项目提供资金。
2016年，菲律宾政府机构（人权委员会）对全球碳排放量最大的47个国家发起了有关气候变化的正式调查。
2017年，索尔·卢西亚诺·柳柳亚（Saul Luciano Lliuya）起诉RWE，以保护他的家乡瓦拉斯（Huaraz）免受被扩张的冰川湖淹没的威胁。
2017年，旧金山，奥克兰和其他加利福尼亚沿海社区起诉多家化石燃料公司，以应对海平面上升的情况。纽约市于2018年宣布由于五家化石燃料公司（BP，埃克森美孚，雪佛龙，康菲石油公司和壳牌公司）对危害该市的气候变化的责任，将在联邦法院起诉它们。

## 延伸阅读
- Mary Robinson (2018) Climate Justice: Hope, Resilience, and the Fight for a Sustainable Future (Bloomsbury Publishing) ISBN 978-1632869289]
- Henry Shue (2016) Climate Justice: Vulnerability and Protection (Oxford University Press) ISBN 978-0198778745
- Vanderheiden, Steve.  1st Oxford University Press paperback. Oxford: Oxford University Press. 2009. ISBN 9780199733125. OCLC 428033357.
- Bali Principles of Climate Justice （页面存档备份，存于）
- Institute for International Integration Studies （页面存档备份，存于）
- Space for Movement? Reflections from Bolivia on climate justice, social movements and the state （页面存档备份，存于）, PDF, edited by Building Bridges collective, July 2010, ISBN 978 0 85316 294 0
- Climate Change and Justice: On the road to Copenhagen （页面存档备份，存于）, PDF, Heinrich Böll Foundation, Berlin 2009
- Broome, J.  (PDF). HM Treasury. 2006  [August 28, 2009]. （原始内容 (PDF)存档于October 15, 2009）.
- Africa Speaks up on Climate Change （页面存档备份，存于）, PDF, Heinrich Böll Foundation, Nairobi 2007
- FOE Australia Climate Justice Position Paper, December 16, 2006
- Vandana Shiva - 2005, Earth Democracy;  Justice, Sustainability, and Peace, South End Press, ISBN 0-89608-745-X
- Geoffrey Pleyers, Climate Justice in the global age: a social movement perspective, ISA-Sage, 2015
- Goodman, James. . New Political Science. 2009, 31 (4): 499–514. doi:10.1080/07393140903322570.